# Línea 492 (Interurbanos Madrid)
La línea 492 de la red de autobuses interurbanos de Madrid une el intercambiador de Aluche con el barrio de Parque Granada (Fuenlabrada).

## Características
Esta línea une Madrid con el municipio de Fuenlabrada atravesando el municipio de Leganés en aproximadamente 30 min.
En 1989 la línea se denominaba 491B. Unos meses después adquirió su actual denominación. En Fuenlabrada, su cabecera estaba situada en la calle Portugal hasta 2011 cuando se amplió su recorrido por las calles Turquía y Teide. En 2017 se ha suprimido alguna parada en la M-421 debido a motivos de seguridad. En 2020 se han añadido paradas en Leganés (Hospital Severo Ochoa, cabecera de la línea 481)
Algunas expediciones modifican su itinerario en Fuenlabrada, en conjunto con la línea 491 discurriendo por el barrio del Naranjo.
Está operada por la empresa Martín mediante la concesión administrativa VCM-404 - Madrid – Leganés – Fuenlabrada (Viajeros Comunidad de Madrid) del Consorcio Regional de Transportes de Madrid.

## Horarios
| Lunes a viernes laborables (vigente desde el 1 de septiembre al 30 de junio) |
| De 6:10 a 22:45 cada 10-20 minutos                                           |
| A 23:15 - 23:45                                                              |
| Lunes a viernes laborables (vigente de 1 de julio a 31 de agosto)            |
| De 6:22 a 22:50 cada 15-25 minutos                                           |
| A 23:15 - 23:45                                                              |
| Sábados laborables (vigente de 1 de septiembre a 30 de junio)                |
| De 6:30 a 22:55 cada 15-25 minutos                                           |
| A 23:15 - 23:45                                                              |
| Sábados laborables (vigente de 1 de julio a 31 de agosto)                    |
| De 6:20 a 21:01 cada 22-27 minutos                                           |
| A 21:10 - 21:27 - 22:07 - 22:32 - 23:15 - 23:45                              |
| Domingos y festivos (vigente de 1 de septiembre a 30 de junio)               |
| De 7:45 a 22:50 cada 20-30 minutos                                           |
| A 23:15 - 23:45                                                              |
| Domingos y festivos (vigente de 1 de julio a 31 de agosto)                   |
| De 7:04 a 21:01 cada 25-27 minutos                                           |
| A 21:10 - 21:27 - 22:07 - 22:32 - 23:15 - 23:45                              |

| Lunes a viernes laborables (vigente desde el 1 de septiembre al 30 de junio) |
| De 5:25 a 21:30 cada 10-20 minutos                                           |
| A 22:00 - 22:20 - 22:50 - 23:20 - 23:55                                      |
| Lunes a viernes laborables (vigente de 1 de julio a 31 de agosto)            |
| De 5:25 a 14:18 cada 15-22 minutos                                           |
| De 14:48 a 22:05 cada 15-25 minutos                                          |
| A 22:35 - 23:20 - 24:00                                                      |
| Sábados laborables (vigente de 1 de septiembre a 30 de junio)                |
| De 5:30 a 22:40 cada 15-25 minutos                                           |
| A 23:10 - 23:50                                                              |
| Sábados laborables (vigente de 1 de julio a 31 de agosto)                    |
| A 5:35 - 5:57 - 6:19 - 6:45                                                  |
| De 7:10 a 20:11 cada 25-27 minutos                                           |
| A 20:20 - 20:37 - 21:17 - 21:47 - 22:22 - 22:57 - 23:47                      |
| Domingos y festivos (vigente de 1 de septiembre a 30 de junio)               |
| De 7:00 a 22:40 cada 20-30 minutos                                           |
| A 23:20 23:55                                                                |
| Domingos y festivos (vigente de 1 de julio a 31 de agosto)                   |
| De 7:10 a 20:01 cada 25-27 minutos                                           |
| A 20:20 - 20:37 - 21:17 - 21:47 - 22:22 - 22:57 - 23:47                      |

## Recorrido y paradas

### Sentido Fuenlabrada
| Código                                                                                        | Parada                                            | Común con                                     | Conexiones con Metro y Cercanías | Municipio   | Zona |
| --------------------------------------------------------------------------------------------- | ------------------------------------------------- | --------------------------------------------- | -------------------------------- | ----------- | ---- |
| 08380                                                                                         | Intercambiador de Aluche                          | 482 483 485 487 491 493 561 561A 561B 563 591 | Aluche                           | Madrid      |      |
| 660                                                                                           | Avenida de los Poblados-Comisaría                 | 121 131 139 482 485 491 493                   |                                  | Madrid      |      |
| 662                                                                                           | Avenida de los Poblados-Parque Eugenia de Montijo | 121 131 139 482 485 491 493                   |                                  | Madrid      |      |
| 379                                                                                           | Eugenia de Montijo-Plaza del Parterre             | 35 47 481 482 486 491 493                     |                                  | Madrid      |      |
| 4019                                                                                          | Avenida Carabanchel Alto Nº44                     | 35 47 481 482 491 493                         | Carabanchel Alto                 | Madrid      |      |
| 1158                                                                                          | Avenida Carabanchel Alto-Gómez Arteche            | 35 47 481 482 491 493                         |                                  | Madrid      |      |
| 07571                                                                                         | Av. Carabanchel Alto - Allariz                    | 481 482 491 493                               |                                  | Madrid      |      |
| 07567                                                                                         | Av. Carabanchel Alto - Carpio y Torta             | 481 482 491 493                               |                                  | Madrid      |      |
| 16165                                                                                         | Av. Carabanchel Alto - Av. La Peseta              | 481 482 491 493                               |                                  | Madrid      |      |
| 08199                                                                                         | Ctra. M421 - Montejano                            | 481 482 491 493                               |                                  | Madrid      |      |
| 08203                                                                                         | Ctra. M421 - Deportivo Butarque                   | 481 482 491 493                               |                                  | Leganés     |      |
| 08205                                                                                         | Ctra. M421 - C.C. Plaza Nueva                     | 480 481 482 484 485 491 493                   |                                  | Leganés     |      |
| 12742                                                                                         | Av. Carabanchel - Parque de los Olivos            | 482 491 493                                   |                                  | Leganés     |      |
| 07902                                                                                         | Av. Fuenlabrada - Batalla de Brunete              | 432 482 485 491 493 497                       |                                  | Leganés     |      |
| 07900                                                                                         | Av. Fuenlabrada - Trva. del Cid                   | 432 482 485 491 493 497                       |                                  | Leganés     |      |
| 07892                                                                                         | Av. Fuenlabrada - Pza. España                     | 484 491 493 497                               |                                  | Leganés     |      |
| 07888                                                                                         | Av. Fuenlabrada - Campoamor                       | 491 493 497                                   |                                  | Leganés     |      |
| 07867                                                                                         | Av. Fuenlabrada - Juan Sebastián Elcano           | 485 486 491 493 497                           |                                  | Leganés     |      |
| 15334                                                                                         | Av. Fuenlabrada - Hospital Severo Ochoa           | 468 481 485 491 493 497                       | Hospital Severo Ochoa            | Leganés     |      |
| 07862                                                                                         | Ctra. M409 - Los Frailes                          | 468 485 491 493 497                           |                                  | Leganés     |      |
| Las expediciones normales realizan las siguientes paradas                                     |                                                   |                                               |                                  |             |      |
| 07756                                                                                         | Av.Los Andes - Leganés                            | 3                                             |                                  | Fuenlabrada |      |
| 07758                                                                                         | Callao - Av.Los Andes                             | 3                                             |                                  | Fuenlabrada |      |
| 07761                                                                                         | Callao - Escuela de Música                        | 3                                             |                                  | Fuenlabrada |      |
| 07765                                                                                         | Callao - Centro de salud                          | 3                                             |                                  | Fuenlabrada |      |
| 07770                                                                                         | Av.Estados - Est.Parque de los Estados            | 3 6 471                                       | Parque de los Estados            | Fuenlabrada |      |
| 10881                                                                                         | Av.Los Estados-Brasil                             | 3 6 471                                       |                                  | Fuenlabrada |      |
| 11058                                                                                         | Brasil-Uruguay                                    | 3 6 471                                       |                                  | Fuenlabrada |      |
| 10883                                                                                         | Brasil-Paraguay                                   | 6 471                                         |                                  | Fuenlabrada |      |
| 07784                                                                                         | Av.Fco.Javier Sauquillo - Valdemoro               | 1 2 3                                         |                                  | Fuenlabrada |      |
| 07773                                                                                         | Av.Fco.Javier Sauquillo - Castillejos             | 1 2 3                                         |                                  | Fuenlabrada |      |
| Las expediciones con el itinerario unificado con la línea 491 realizan las siguientes paradas |                                                   |                                               |                                  |             |      |
| 07754                                                                                         | Leganés - Centro de salud mental                  | 468 491 493 497                               |                                  | Fuenlabrada |      |
| 07763                                                                                         | Leganés - Murcia                                  | 468 491 497                                   |                                  | Fuenlabrada |      |
| 07772                                                                                         | Leganés - Los Ángeles                             | 4 6 468 471 491 497 526                       |                                  | Fuenlabrada |      |
| Paradas del recorrido común                                                                   |                                                   |                                               |                                  |             |      |
| 07751                                                                                         | Leganés - Humilladero                             | 1 3 4 6 468 471 491 497 526                   |                                  | Fuenlabrada |      |
| 07752                                                                                         | Móstoles - Humilladero                            | 1 491 526                                     |                                  | Fuenlabrada |      |
| 07718                                                                                         | Móstoles - Fátima                                 | 1 491 526                                     |                                  | Fuenlabrada |      |
| 07720                                                                                         | Av.Naciones - Parque                              | 4 491 493                                     |                                  | Fuenlabrada |      |
| 07726                                                                                         | Francia-Holanda                                   | 4 491 493                                     | Parque Europa                    | Fuenlabrada |      |
| 07730                                                                                         | Portugal-Galerías Comerciales                     | 2 491 496                                     |                                  | Fuenlabrada |      |
| Las expediciones normales realizan las siguientes paradas                                     |                                                   |                                               |                                  |             |      |
| 10517                                                                                         | Turquía-Portugal                                  | 496 497                                       |                                  | Fuenlabrada |      |
| 10516                                                                                         | Turquía-Mónaco                                    | 496 497                                       |                                  | Fuenlabrada |      |
| 10514                                                                                         | Teide-Polígono industrial de La Estación          | 496 497                                       |                                  | Fuenlabrada |      |
| Las expediciones con el itinerario unificado con la línea 491 realizan las siguientes paradas |                                                   |                                               |                                  |             |      |
| 07732                                                                                         | Portugal - Turquía                                | 3 491                                         |                                  | Fuenlabrada |      |
| 07731                                                                                         | Portugal - Galerías Comerciales                   | 3 491 496                                     |                                  | Fuenlabrada |      |
| 07703                                                                                         | Móstoles - Colegio                                | 1 3 491 526                                   |                                  | Fuenlabrada |      |
| 07698                                                                                         | Galicia - Centro de día                           | 1 3 491                                       |                                  | Fuenlabrada |      |
| 07697                                                                                         | Galicia - Farmacia                                | 1 2 3 491                                     |                                  | Fuenlabrada |      |
| 07694                                                                                         | Galicia - Colegio                                 | 1 2 3 491                                     |                                  | Fuenlabrada |      |
| 07693                                                                                         | Galicia - El Naranjo                              | 491                                           |                                  | Fuenlabrada |      |

### Sentido Madrid (Aluche)
| Código                                                                                        | Parada                                            | Común con                                     | Conexiones con Metro y Cercanías | Municipio   | Zona |
| --------------------------------------------------------------------------------------------- | ------------------------------------------------- | --------------------------------------------- | -------------------------------- | ----------- | ---- |
| Las expediciones normales realizan las siguientes paradas                                     |                                                   |                                               |                                  |             |      |
| 10514                                                                                         | Teide-Políngono industrial de La Estación         | 496 497                                       |                                  | Fuenlabrada |      |
| 10515                                                                                         | Turquía-Av.de las Naciones                        | 496 497                                       |                                  | Fuenlabrada |      |
| 10521                                                                                         | Turquía-Chipre                                    | 496 497                                       |                                  | Fuenlabrada |      |
| Las expediciones con el itinerario unificado con la línea 491 realizan las siguientes paradas |                                                   |                                               |                                  |             |      |
| 07693                                                                                         | Galicia - El Naranjo                              | 491                                           |                                  | Fuenlabrada |      |
| 07695                                                                                         | Galicia - Colegio                                 | 1 2 3 13 491                                  |                                  | Fuenlabrada |      |
| 07696                                                                                         | Galicia - Kiosco                                  | 1 2 3 13 491                                  |                                  | Fuenlabrada |      |
| 07699                                                                                         | Galicia - Centro de día                           | 1 2 13 491                                    |                                  | Fuenlabrada |      |
| 07702                                                                                         | Móstoles - Colegio                                | 1 2 13 491 526                                |                                  | Fuenlabrada |      |
| 07705                                                                                         | Av. Europa - Móstoles                             | 2 491                                         |                                  | Fuenlabrada |      |
| 07730                                                                                         | Portugal - Galerías Comerciales                   | 2 491 496                                     |                                  | Fuenlabrada |      |
| Paradas del recorrido común                                                                   |                                                   |                                               |                                  |             |      |
| 07732                                                                                         | Portugal-Turquía                                  | 3 491                                         |                                  | Fuenlabrada |      |
| 07731                                                                                         | Portugal-Galerías Comerciales                     | 3 491 496                                     |                                  | Fuenlabrada |      |
| 07725                                                                                         | Francia-Av.Naciones                               | 3 4 491 493                                   | Parque Europa                    | Fuenlabrada |      |
| 07719                                                                                         | Móstoles-Fátima                                   | 1 2 491 526                                   |                                  | Fuenlabrada |      |
| Las expediciones normales realizan las siguientes paradas                                     |                                                   |                                               |                                  |             |      |
| 07780                                                                                         | Tesillo-Leganés                                   | 526                                           |                                  | Fuenlabrada |      |
| 07779                                                                                         | Arroyada del Tesillo-Paz                          | 1 526                                         |                                  | Fuenlabrada |      |
| 10885                                                                                         | Constitución-Olivar                               | 1                                             |                                  | Fuenlabrada |      |
| 16541                                                                                         | Brasil-Constitución                               | 6 471                                         |                                  | Fuenlabrada |      |
| 10884                                                                                         | Brasil-Uruguay                                    | 6 471                                         |                                  | Fuenlabrada |      |
| 10882                                                                                         | Av.Los Estados-Bolivia                            | 6 471                                         |                                  | Fuenlabrada |      |
| 07769                                                                                         | Av.Estados-Est.Parque de los Estados              | 2 6 471 526                                   | Parque de los Estados            | Fuenlabrada |      |
| 07766                                                                                         | Callao-Centro de salud                            | 2                                             |                                  | Fuenlabrada |      |
| 07760                                                                                         | Callao-Escuela de Música                          | 2                                             |                                  | Fuenlabrada |      |
| 07759                                                                                         | Callao-Av.Los Andes                               | 2                                             |                                  | Fuenlabrada |      |
| 07757                                                                                         | Av.Los Andes-Leganés                              | 2                                             |                                  | Fuenlabrada |      |
| Las expediciones con el itinerario unificado con la línea 491 realizan las siguientes paradas |                                                   |                                               |                                  |             |      |
| 07781                                                                                         | Luis Sauquillo - Tesillo                          | 4 6 468 471 491 497                           |                                  | Fuenlabrada |      |
| 07771                                                                                         | Leganés - Los Ángeles                             | 4 6 468 471 491 497                           |                                  | Fuenlabrada |      |
| 07764                                                                                         | Leganés - Cuzco                                   | 468 491 497                                   |                                  | Fuenlabrada |      |
| 07755                                                                                         | Leganés - Centro de salud mental                  | 468 491 493 497                               |                                  | Fuenlabrada |      |
| Paradas del recorrido común                                                                   |                                                   |                                               |                                  |             |      |
| 20821                                                                                         | Ctra. M409 - Ciudad del Automóvil                 | 468 491 493 497                               |                                  | Leganés     |      |
| 07863                                                                                         | Ctra. M409 - Los Frailes                          | 468 485 491 493 497                           |                                  | Leganés     |      |
| 20407                                                                                         | Av. Fuenlabrada - Hospital Severo Ochoa           | 468 485 491 493 497                           | Hospital Severo Ochoa            | Leganés     |      |
| 07868                                                                                         | Av. Fuenlabrada - Saavedra Fajardo                | 468 485 491 493 497                           |                                  | Leganés     |      |
| 07889                                                                                         | Av. Fuenlabrada - Escuela Infantil                | 491 493 497                                   |                                  | Leganés     |      |
| 07893                                                                                         | Av. Fuenlabrada - Getafe                          | 484 491 493 497                               |                                  | Leganés     |      |
| 07901                                                                                         | Av. Fuenlabrada - Constitución                    | 482 485 491 493 497                           |                                  | Leganés     |      |
| 07916                                                                                         | Av. Fuenlabrada - Av. Rey Juan Carlos I           | 482 485 491 493 497                           |                                  | Leganés     |      |
| 09510                                                                                         | Av. La Mancha - Parque de los Olivos              | 482 491 493                                   |                                  | Leganés     |      |
| 08206                                                                                         | Ctra. M421 - C.C. Plaza Nueva                     | 480 481 482 484 485 491 493                   |                                  | Leganés     |      |
| 15333                                                                                         | Ctra. M421 - Polideportivo                        | 481 482 491 493                               |                                  | Leganés     |      |
| 16166                                                                                         | Av. Carabanchel Alto - Av. La Peseta              | 481 482 491 493                               |                                  | Madrid      |      |
| 07547                                                                                         | Av. Carabanchel Alto - Av. Euro                   | 481 482 491 493                               |                                  | Madrid      |      |
| 07572                                                                                         | Av. Carabanchel Alto - Allariz                    | 481 482 491 493                               |                                  | Madrid      |      |
| 07570                                                                                         | Av. Carabanchel Alto - Chirimoya                  | 481 482 491 493                               |                                  | Madrid      |      |
| 4020                                                                                          | Avenida Carabanchel Alto Nº44                     | 35 47 481 482 491 493                         | Carabanchel Alto                 | Madrid      |      |
| 378                                                                                           | Eugenia de Montijo-Plaza del Parterre             | 34 35 47 139 481 482 486 491 493              |                                  | Madrid      |      |
| 667                                                                                           | Avenida de los Poblados-Plaza del Parterre        | 121 131 139 482 485 491 493                   |                                  | Madrid      |      |
| 663                                                                                           | Avenida de los Poblados-Parque Eugenia de Montijo | 121 131 139 482 485 491 493                   |                                  | Madrid      |      |
| 661                                                                                           | Avenida de los Poblados-Comisaría                 | 121 131 139 482 485 491 493                   |                                  | Madrid      |      |
| 08380                                                                                         | Intercambiador de Aluche                          | 482 483 485 487 491 493 561 561A 561B 563 591 | Aluche                           | Madrid      |      |

## Autobuses
La línea, desde julio de 2011 hasta julio de 2022, se prestó servicio con los MAN Castrosua City Versus numerados del 1095 al 1102, junto con el 1085 (del mismo modelo)
Actualmente, se presta servicio con los MAN Castrosua Magnus Evolution numerados del 1242 al 1249.